# 鬱金香電視台
鬱金香電視台（日语：／ Churippu Terebi */?）是日本的一家以富山縣為放送地域的電視台。其總部位于高岡市。簡稱為TUT。英文名稱為Tulip-TV Inc.。開播于1990年10月1日。為TBS電視台聯播網（JNN系列）的成員。

## 外部連結
- 官方網站 （页面存档备份，存于）
- 【官方】鬱金香電視台的X（前Twitter）
- YouTube上的鬱金香電視台頻道
- ニコニコチャンネル チューリップテレビちゃんねる （页面存档备份，存于）
- Tulip-TV （页面存档备份，存于） - TMDb